# Pallacanestro ai Giochi della XXVIII Olimpiade
Il torneo di pallacanestro ai Giochi della XXVIII Olimpiade si è disputato ad Atene dal 14 al 28 agosto 2004.
L'Argentina ha vinto la medaglia d'oro nel torneo maschile, e gli Stati Uniti in quello femminile, sconfiggendo in finale rispettivamente l'Italia e l'Australia. Per l'Argentina si trattò del primo oro olimpico, mentre per le donne statunitensi fu il 5º successo su 7 partecipazioni.

## Sedi delle partite
La fase a gironi sia del torneo maschile sia di quello femminile si sono svolte quasi interamente alla Helliniko Olympic Arena, fatta eccezione per due incontri disputati presso l'O.A.K.A. Olympic Indoor Hall. Proprio in quest'ultimo impianto si sono disputate le fasi finali della manifestazione.
| Fase                             | Città | Impianto                     |
| -------------------------------- | ----- | ---------------------------- |
| Torneo maschile Torneo femminile | Atene | Helliniko Olympic Arena      |
| Torneo maschile Torneo femminile | Atene | O.A.K.A. Olympic Indoor Hall |

## Squadre partecipanti

### Torneo maschile
Le squadre partecipanti furono 12. In quanto paese ospitante, la Grecia acquisì il diritto a partecipare al torneo, così come la Serbia e Montenegro, in quanto erede della Jugoslavia campione ai Mondiali 2002.
Altri 5 posti furono assegnati alle squadre vincitrici dei campionati continentali disputati nel 2003.
I rimanenti 5 posti furono assegnati alle squadre seconde e terze classificate agli Europei 2003 e all'Americas Championship 2003, e alla seconda classificata dell'Oceania Championship 2003.
La ragione dei posti aggiuntivi assegnati a Europa, America e Oceania è legata alla classifica finale dei Mondiali 2002. Ogni continente qualificò infatti un numero di squadre pari a quelle classificatesi dal 2º al 6º posto ai Mondiali. La classifica in quelle posizioni fu: Argentina, Germania, Nuova Zelanda, Spagna, Stati Uniti; per questo motivo furono assegnati rispettivamente due posti in più tramite i campionati continentali europei e americani, e uno per quelli oceaniani.
Paese ospitante
- Grecia

Vincitrice dei Mondiali 2002
- Serbia e Montenegro

Prime 2 all'Oceania Championship 2003
- Australia
- Nuova Zelanda

Prime 3 agli Europei 2003
- Lituania
- Spagna
- Italia

Vincitrice dell'AfroBasket 2003
- Angola

Prime 3 all'Americas Championship 2003
- Stati Uniti
- Argentina
- Porto Rico

Vincitrice dell'Asia Championship 2003
- Cina

### Torneo femminile
Anche nel torneo femminile le squadre ammesse furono 12. La Grecia partecipò in quanto nazione ospitante e gli Stati Uniti in quanto campioni ai Mondiali 2002. I campionati continentali asiatici e africani assegnarono un posto ciascuno; gli Europei e l'Americas Championship garantirono l'accesso olimpico alle prime tre classificate di ciascuna manifestazione; i campionati d'Oceania assegnarono i due posti rimanenti.
Paese ospitante
- Grecia

Vincitrice dei Mondiali 2002
- Stati Uniti

Prime 2 all'Oceania Championship 2003
- Australia
- Nuova Zelanda

Prime 3 all'Asia Championship 2004
- Cina
- Giappone
- Corea del Sud

Vincitrice dell'AfroBasket 2003
- Nigeria

Prime 3 all'EuroBasket 2003
- Russia
- Rep. Ceca
- Spagna

Vincitrice dell'Americas Championship 2003
- Brasile

## Podi
| Evento           | Oro         | Argento   | Bronzo      |
| Torneo maschile  | Argentina   | Italia    | Stati Uniti |
| Torneo femminile | Stati Uniti | Australia | Russia      |